# George Robert Gleig
George Robert Gleig, född den 20 april 1796 i Stirling, Skottland, död den 9 juli 1888 i Stratfield Turgis, Hampshire, var en brittisk skriftställare. Han var son till biskop George Gleig. 
Gleig ingick först i krigstjänst och deltog som löjtnant i fälttågen på Pyreneiska halvön och i Nordamerika 1813–1814. Sedermera ägnade han sig åt teologiska studier, blev 1820 prästvigd och 1822 kyrkoherde. År 1834 utnämndes han till kaplan vid militärsjukhuset i Chelsea, 1844 till generalkaplan vid armén och, sedan han 1846 utarbetat en plan för undervisning av soldater, till generalinspektör för undervisningen vid militärskolorna. År 1875 lämnade han sina offentliga befattningar. Gleigs första litterära alster var The subaltern (1825; sedan flera upplagor), en underhållande skildring av fältlivet i Spanien under Wellington, vartill senare anslöt sig Campaigns at Washington and New Orleans (1847). Bland Gleigs många övriga skrifter – mest av krigshistoriskt eller biografiskt innehåll – kan nämnas Chelsea hospital and its traditions (3 band, 1838), biografier över Warren Hastings (3 band, 1841), Clive (1848), Wellington (1862) och Walter Scott (1871) samt en samling Essays, biographical, historical and miscellaneous (2 band, 1858).